# Vierzy
Vierzy [vjɛʁzi] ist eine französische Gemeinde mit 378 Einwohnern (Stand: 1. Januar 2022) im Département Aisne in der Region Hauts-de-France. Sie gehört zum Arrondissement Soissons und zum Kanton Villers-Cotterêts.

## Geographie
Die Gemeinde Vierzy liegt etwa zehn Kilometer südsüdwestlich von Soissons. An der südlichen Gemeindegrenze verläuft der Fluss Savières. Nachbargemeinden von Vierzy sind Berzy-le-Sec im Norden, Villemontoire im Nordosten und Osten, Parcy-et-Tigny im Osten und Südosten, Saint-Rémy-Blanzy im Südosten und Süden, Villers-Hélon im Süden, Longpont im Westen sowie Chaudun im Nordwesten.

## Geschichte
Am 16. Juni 1972 ereignete sich unweit des Bahnhofs von Vierzy der Eisenbahnunfall im Tunnel von Vierzy. Auf der damals noch zweigleisigen Strecke stürzte der Tunnel über zwei sich begegnenden Reisezügen teilweise ein. Bei dieser Katastrophe waren 108 Tote und sehr viele Verletzte zu beklagen.

### Bevölkerungsentwicklung
| Jahr                       | 1962 | 1968 | 1975 | 1982 | 1990 | 1999 | 2006 | 2013 | 2022 |
| Einwohner                  | 587  | 497  | 434  | 376  | 354  | 386  | 417  | 446  | 378  |
| Quellen: Cassini und INSEE |      |      |      |      |      |      |      |      |      |

## Sehenswürdigkeiten
- Kirche Saint-Rufin-et-Saint-Valère, Monument historique seit 1927
- Schloss Vierzy aus dem 15. Jahrhundert, Monument historique seit 1928
- Schloss Vauxcastille

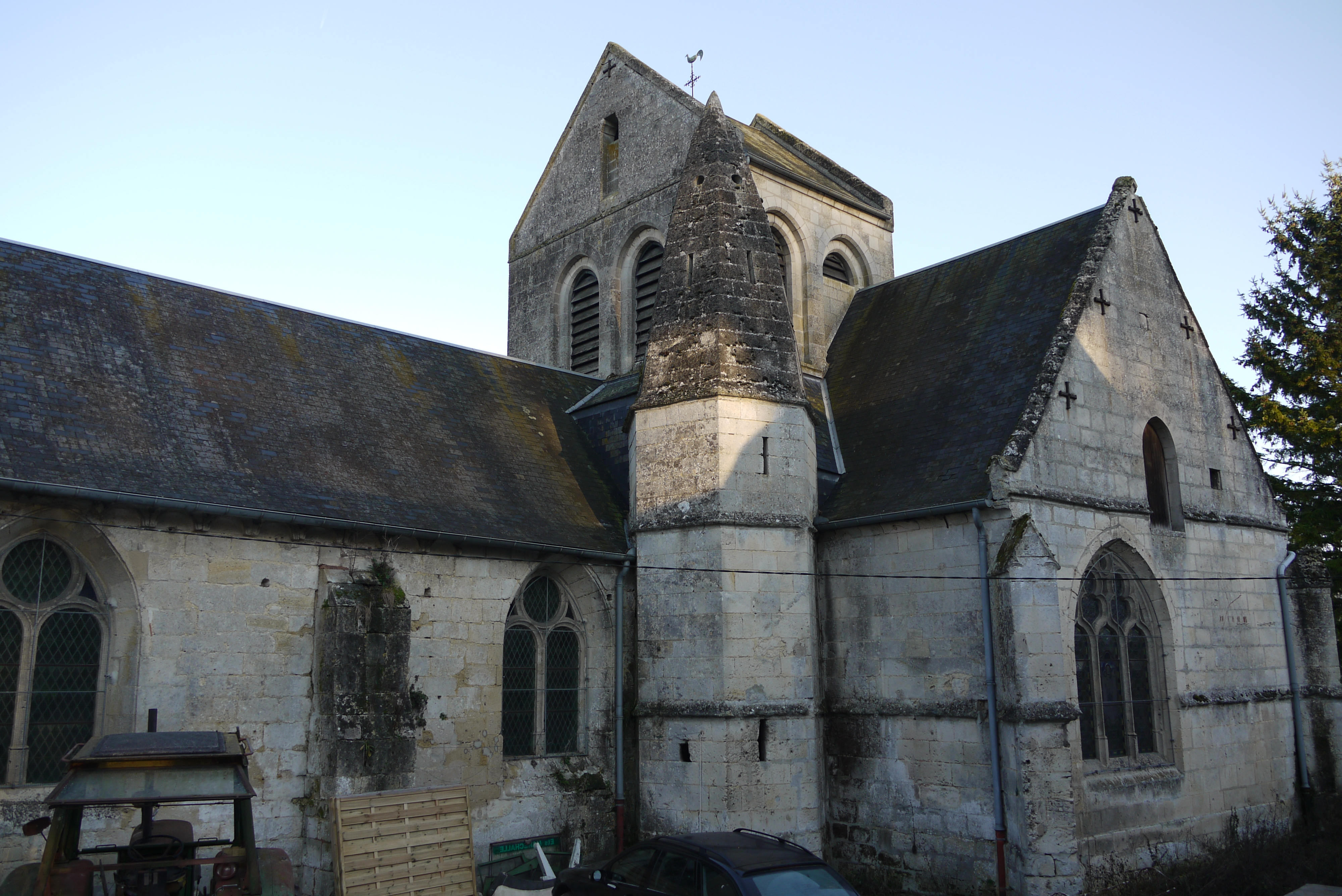
Kirche Saint-Rufin-et-Saint-Valère
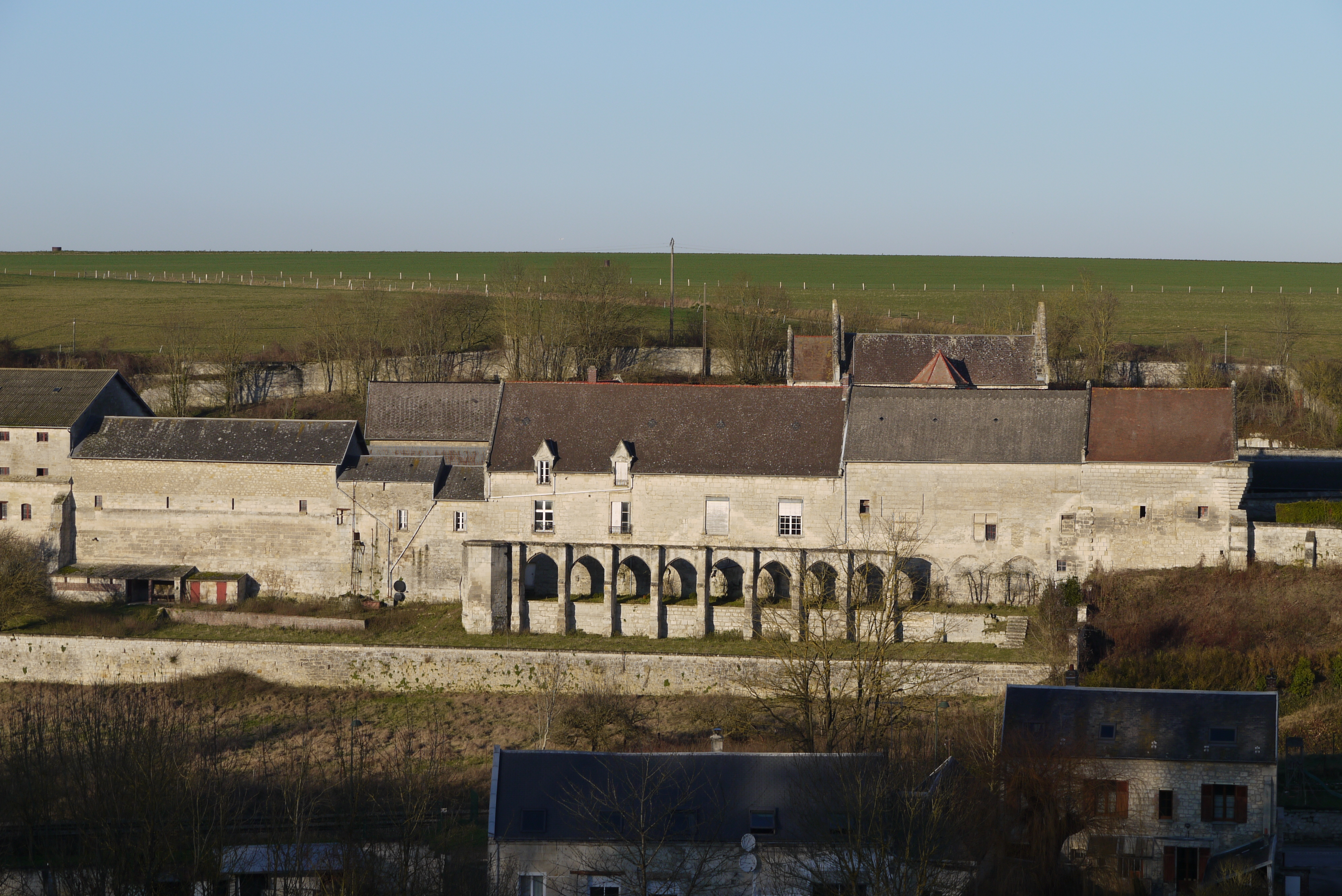
Schloss Vierzy
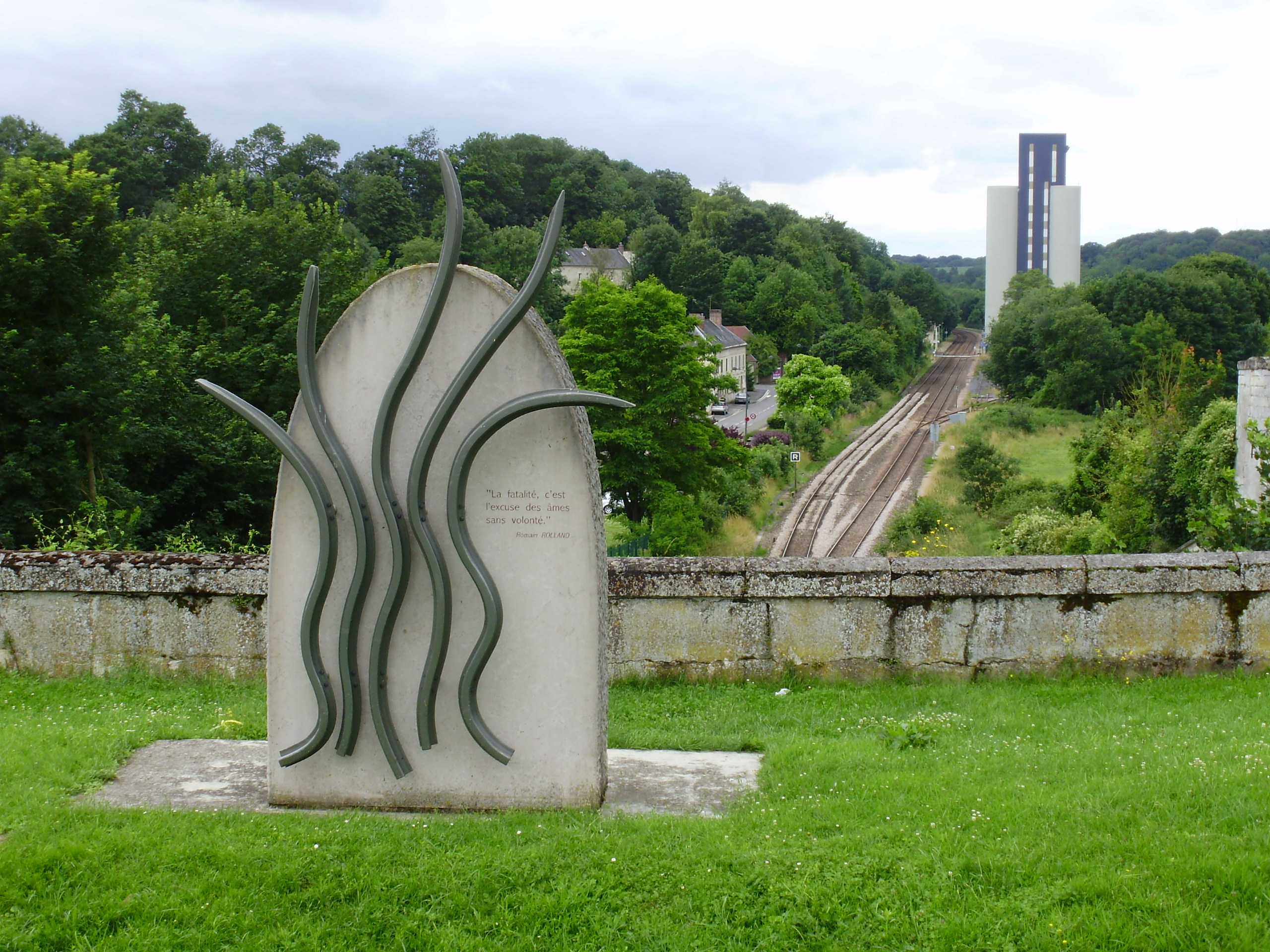
Denkmal für die Opfer des Unfalls über dem Südwestportal des Tunnels
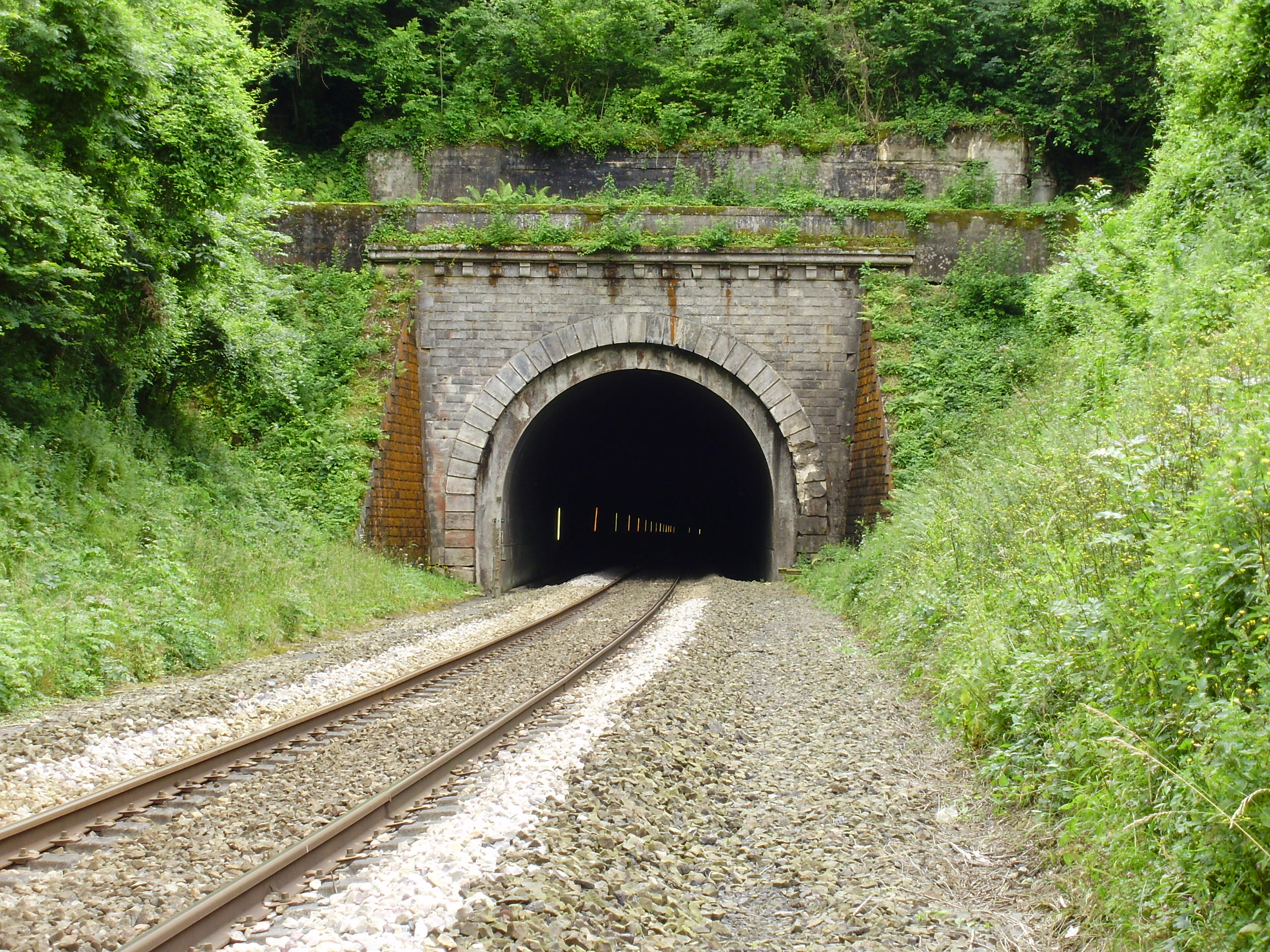
Tunnel Vierzy